# 노트패드++
노트패드++(Notepad++)는 문서 편집기이자 소스 코드 편집기이다. 윈도우에서 기본으로 제공하는 문서 편집기인 메모장에 견주어 노트패드++는 탭 편집을 제공하므로 여러 개의 파일을 동시에 열어서 편집할 수 있다.
이 프로그램은 오픈 소스인 GPL 자유 소프트웨어로 배포된다. 이 프로젝트는 소스포지.넷에서 호스팅하여 이천칠백 만 건이 넘는 다운로드 수를 기록하였다. 그리고 소스포지.넷 커뮤니티가 선정한 최고 개발 도구상을 두 번 타기도 하였다. 2010년 6월부터는 노트패드++ 프로젝트를 TuxFamily에서 호스팅하고 있다. 노트패드++은 Scintilla 편집기 구성 요소를 사용하여 문서와 프로그래밍 언어 소스 코드 파일을 나타내고 편집한다.

## 기능
일반적인 기능으로는 이를테면 다음과 같다:
- 탭 문서 인터페이스[7]
- 드래그 앤드 드롭
- 다중 클립보드 (플러그인 요구)
- 분할 화면 편집 및 동기화된 화면 이동
- 맞춤법 검사기 (아스펠 필요) (문법 검사기는 문자와 부호를 구별하지 않는다)
- 국제 문자를 위한 유니코드와 같은 문자 인코딩 포맷 지원
- 여러 개의 문서 안의 내용을 찾기 및 바꾸기
- 파일 비교
- 크기 조절

### 프로그래밍

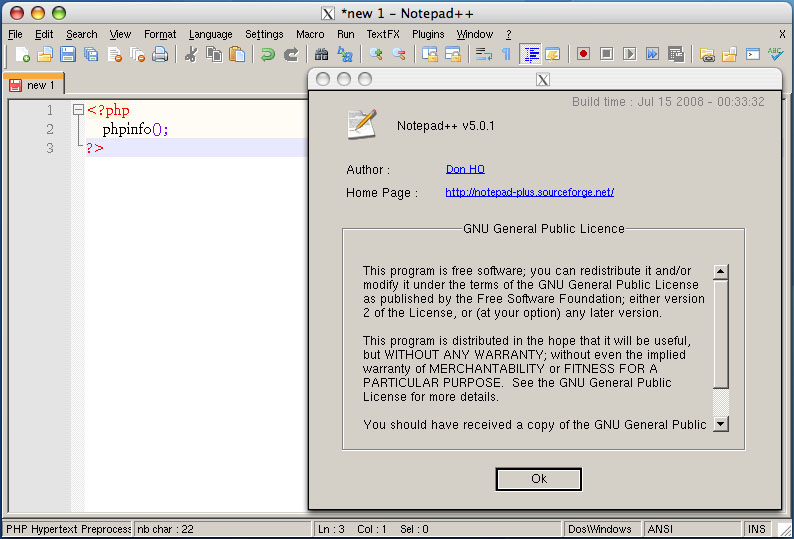
와인 호환성 계층을 이용하여 맥 OS X 아래에서 실행 중인 모습.

노트패드++는 세계에서 가장 대중적인 소스 코드 편집기들 가운데 하나로, 50개 이상의 프로그래밍, 스크립트, 마크업 언어에 대해 문법 강조와 코드 접기를 지원한다. 프로그래밍 관련 기능은 다음을 포함한다:
- 자동 완성
- 즐겨찾기
- 구문 강조 및 구문 폴딩
- 괄호 및 들여쓰기 강조
- 정규 표현식 찾기 및 바꾸기 (펄 호환 정규 표현식, 즉 PCRE 지원)
- 음성 합성
- FTP 탐색기 (표준 설치에 기본으로 제공하는 플러그인)
- 매크로 저장 및 실행.
- 줄 정렬, 문자 인코딩 변환, 문자 폴딩과 같은 다양한 도구
- 파일 상태 자동 완성
- 다중 줄 정규 표현식 검색 및 바꾸기를 위한 플러그인

노트패드++은 구문 강조와 구문 폴딩을 48개 프로그래밍, 스크립팅, 마크업 언어로 지원한다.
수정 가능한 파일 확장 결합 목록을 이용하여 파일이 사용하고 있는 언어를 자동으로 찾아낸다. 사용자는 확장 기본 언어를 따로 설정하여 수동으로 현재 언어를 설정할 수도 있다. 또, 이 프로그램은 일부 프로그래밍 언어의 API의 하부 집합을 위한 자동 완성을 지원한다.
사용자들은 구문 강조를 위해 자기 언어를 정의할 수 있고, 또 자동 완성을 위해 내장된 사용자 언어 정의 시스템을 이용하여 개별 API를 설정할 수 있다. 사용자들은 요소별로, 또 언어별로 구문 강조의 글꼴 스타일을 구성할 수 있으며 형식에 기반한 스크립트 결과물은 완전한 색으로(위지위그로) 인쇄할 수 있다. 그뿐 아니라 노트패드++은 소스 코드에 탭 문자로 들여쓰거나 괄호와 태그를 통한 강조를 할 때에 들여쓰기 가이드라인을 보여준다.
노트패드++에서는 다음의 프로그래밍 언어를 네이티브로 지원한다.:
- 에이다, asp, 어셈블리, AutoIt
- 배치
- C, C++, C#, Caml, Cmake, 코볼, 커피스크립트, CSS
- D, Diff
- 플래시 액션스크립트, Fortran
- Gui4CLI
- 하스켈, HTML
- INNO
- 자바, 자바스크립트, JSP
- KiXtart
- LISP, 루아
- Makefile, Matlab, MS-DOS, INI 파일
- NSIS, 일반 텍스트 파일
- 오브젝티브-C
- 파스칼, 펄, PHP, 포스트스크립트, 파워셸, 프로퍼티스(Properties), 파이썬
- R, 리소스 파일, 루비
- 셸, 스킴, 스몰토크, SQL
- TCL, TeX
- 비주얼 베이직, VHDL, Verilog
- XML
- YAML

## 플러그인
노트패드++은 매크로와 플러그인을 지원한다.
현재 27개의 공식 플러그인이 노트패드++용으로 제공되며, 또 이들은 프로그램에 기본으로 포함되어 있다.
이 프로그램에 처음 포함된 플러그인은 "TextFX"로, HTML, CSS, 문자 정렬, 대소문자 변경, 인용 관리를 위한 W3C 확인과 같은 기능이 포함되어 있다.

## 개발
Scintilla 구성 요소에 기반한 이 프로젝트는 C++과 Win32 API 호출로만 작성되어 있으며, 성능을 향상시키고 프로그램 크기를 줄이기 위하여 STL만을 이용한다. 노트패드++의 목표는 CPU 전력을 덜 요구하는 효율적인 이진 파일을 이용하여 전반적인 소비 전력을 줄이는 것이다.

## 이용이 금지된 국가 및 비평
2008년에 중국의 인권 문제를 지적하는 "보이콧 베이징 2008" 배너가 노트패드++의 소스포지.넷 홈페이지에 추가되었다. 이 결과 약 한 달(2008년 6월 26일 ~ 2008년 7월 24일)에 걸쳐 소스포지.넷 웹사이트 전체가 중국에 차단되었다.
2010년 1월에 미국 정부는 오픈 소스 프로젝트 호스팅이 미국 법을 준수하도록 강요하여 쿠바, 이란, 조선민주주의인민공화국, 수단, 시리아, 이렇게 5개 국가가 사이트 접속을 금지시키기도 하였다. 이러한 현상은 자유 및 오픈 소스 소프트웨어(FOSS) 철학에 위배되었기에 이에 대한 반응으로, 2010년 6월에 노트패드++은 프랑스의 TuxFamily에 버전을 공개함으로써 미국 지역 판결로부터 빠져나왔다.

## 같이 보기
- 문서 편집기 목록